# Michael Head
Michael Head, (Eastbourne (East Sussex, Anglaterra), 28 de gener, 1900 - Ciutat del Cap (Sud África), 24 d'agost, 1976) va ser un compositor, pianista, organista i cantant britànic que va deixar algunes obres perdurables encara populars avui dia. Va ser conegut per la seva associació amb la Royal Academy of Music. La seva obra compositiva consisteix principalment en cançons, així com obres corals i poques peces de gran escala, com ara un concert per a piano.

## Biografia
El pare d'Michael Dewar, era un advocat i periodista i la seva mare una cantant i pianista amateur consumada. La influència de la seva mare va dominar evidentment, i als 10 anys va començar la seva formació musical, prenent classes de piano amb Jean Adair i de cant amb Fritz Marston a l'Escola de Música Adair-Marston. Va estudiar a l'escola "Monkton Combe" de Somerset.
Va començar a estudiar a la Reial Acadèmia de Música, però aviat va ser cridat al servei a la Guerra. Mentre treballava en una fàbrica de municions, va compondre el cicle de cançons Over the rim of the moon (1920). Aquest es convertiria en el seu primer treball publicat.
Després de la guerra, Head va reprendre els seus estudis a l'Acadèmia. Va estudiar composició amb Frederick Corder, piano amb TB Knott i orgue amb Reginald Steggall. Va guanyar una beca de composició. També va guanyar altres premis de composició, cant a la vista i harmonia. El 1924, Head va ser nomenat Associat de l'Acadèmia. Dos anys més tard, va ocupar un lloc a l'escola Bedales, Petersfield, on va ensenyar durant tres anys.
Head va donar el seu primer recital públic com a cantant autoa-companyat al Wigmore Hall el 1929. Després d'aquesta actuació debut, la seva fama va créixer ràpidament. Va donar diversos recitals més a les illes Britàniques i a moltes parts del món. A més, va oferir diversos recitals de ràdio, tant a Gran Bretanya com al Canadà. Va ocupar el càrrec de professor de pianoforte a la "Royal Academy" el 1927 després d'una invitació de Sir John McEwen. Aquest càrrec el va ocupar fins a la seva jubilació el 1975.
Head va ser nomenat examinador de la Junta associada de les "Royal Schools of Music" i, com a tal, va fer gires per molts països, com Barbados, Sud-àfrica i Rhodèsia (ara Zimbabwe). En esclatar la Segona Guerra Mundial, va tornar a Londres i va continuar ensenyant durant tota la guerra. Durant aquest temps, va donar centenars de concerts a les fàbriques i a les petites ciutats.
Head va morir a Ciutat del Cap el 24 d'agost de 1976, d'una malaltia sobtada i inesperada, mentre examinava per a la Junta associada a Rhodèsia i Sud-àfrica.

## Obres
La majoria de les obres de Head són cançons. No obstant això, les seves primeres obres inclouen un concert per a piano, un poema sonor i un scherzo per a orquestra. Els seus cicles de cançons més coneguts són Over the Rim of the Moon (1918–19) i Songs of the Countryside (1921–23). El primer d'ells conté probablement la seva cançó més famosa, "The Ships of Arcady". Tots els textos d'aquest cicle de cançons eren del poeta de guerra irlandès Francis Ledwidge, que va ser mort en acció durant la Primera Guerra Mundial el 31 de juliol de 1917. Cançons del camp utilitza poemes de diversos poetes. La primera cançó, "Sweet Chance, That Led My Steps Abroad" va ser un escenari del poema de 1914 de W. H. Davies "A Great Time". "The Piper" és un escenari del famós poema del mateix nom de Seumas O'Sullivan. Una de les seves cançons populars és la nadala The Little Road to Bethlehem, les paraules de la qual són de Margaret Rose. Altres cançons famoses inclouen "Money, O!" i "Per què m'has robat el plaer?" (vegeu Bush, 1982).